# Римавске Јановце
Римавске Јановце (слч. Rimavské Janovce) насељено је мјесто са административним статусом сеоске општине (слч. obec) у округу Римавска Собота, у Банскобистричком крају, Словачка Република.

## Становништво
| Година:    | 1994. | 2004.   | 2014.   | 2024.    |
| ---------- | ----- | ------- | ------- | -------- |
| Број људи: | 1196  | 1236    | 1356    | 1495     |
| Разлика:   |       | +3,34 % | +9,70 % | +10,25 % |

| Година:    | 2023. | 2024.   |
| ---------- | ----- | ------- |
| Број људи: | 1456  | 1495    |
| Разлика:   |       | +2,67 % |

Према подацима о броју становника из 2011. године насеље је имало 1.328 становника.